# The Lost Admiral
The Lost Admiral est un jeu vidéo de stratégie au tour par tour créé par Bruce Zaccagnino et Thurson Searfoss et publié par Quantum Quality Productions en 1991 sur IBM PC. Le joueur incarne un amiral de la marine qui, après avoir été exilé, rejoint la marine d’un autre pays et cherche à progresser dans sa hiérarchie afin d’y retrouver son grade d’amiral. Pour cela, il se voit confier une série de missions, sa réussite déterminant sa progression dans la hiérarchie. Chaque scénario se déroule sur une carte sur laquelle le joueur commande différents navires, incluant des cuirassés, des croiseurs, des destroyers, des porte-avions et des sous-marins. Pour gagner, il doit prendre le contrôle de port qui lui rapporte des points de victoires. Le jeu se joue à la souris et au clavier et se déroule au tour par tour. Chaque tour est divisé en plusieurs phases : une phase de mouvement, puis une phase de résolution des combats pour chaque joueur, puis une phase de réparation des navires,,. À sa sortie, le jeu est encensé par la presse spécialisée qui salue son réalisme et le désigne comme un des meilleurs jeux de stratégie de l’année,. Il est notamment élu meilleur jeu de stratégie de l’année en 1992 par le magazine Computer Gaming World.